# Питерсберг (Аляска)
Пи́терсберг (англ. Petersburg [ˈpɪtəzˌbə:g]) — город в США, штат Аляска. Является административным центром одноимённого боро. Согласно бюро переписи населения США, в 2005 году население города составляло 3010 человек.

## История
Северный конец острова Миткова имеет остатки летнего лагеря рыбаков, которые датированы приблизительно началом нашей эры (2000 лет назад). Постепенно индейцы Аляски стали жить здесь круглый год.
Питерсберг был назван по имени Питера Бушманна (англ. Peter Buschmann), норвежского иммигранта, который поселился на северном конце острова в конце 1890-х. Между 1890 и 1900 годами он построил лесопилку, док и консервный завод, на котором для охлаждения рыбы использовались айсберги, которых всегда много в этой местности. Консервный завод работает и ныне.
Постепенно это стало основой Питерсберга, который к 1910 году был зарегистрирован городом. Населяли его в значительной степени люди скандинавского происхождения. Питерсберг получил прозвище «Малая Норвегия». День Конституции Норвегии (17 мая) празднуется ежегодно в Питерсберге в третье воскресенье мая.
Питерсберг — одна из главных рыбацких общин штата Аляска.

## Демография
| Год  | Численность |
| ---- | ----------- |
| 1920 | 900         |
| 1930 | 1,200       |
| 1940 | 1,300       |
| 1950 | 1,600       |
| 1960 | 1,500       |
| 1970 | 2,000       |
| 1980 | 2,800       |
| 1990 | 3,200       |

## Транспорт
Так как город расположен на острове, добраться к Питерсбергу можно только воздушным путём или морем.

## Учебные заведения
- Питерсбергская высшая школа (англ. Petersburg High School)